# Joan Martorell

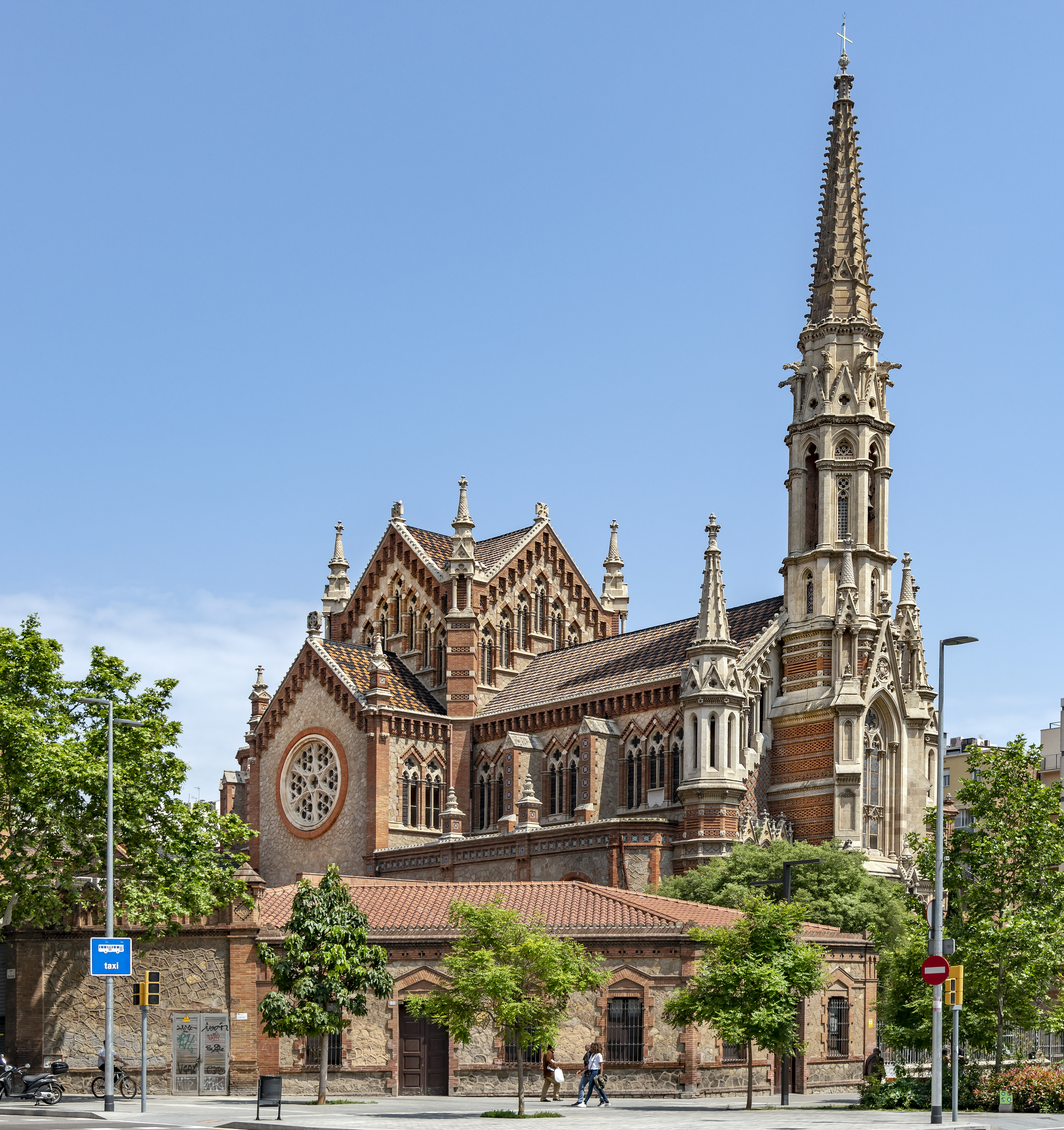
Igreja de São Francisco de Sales (Barcelona)

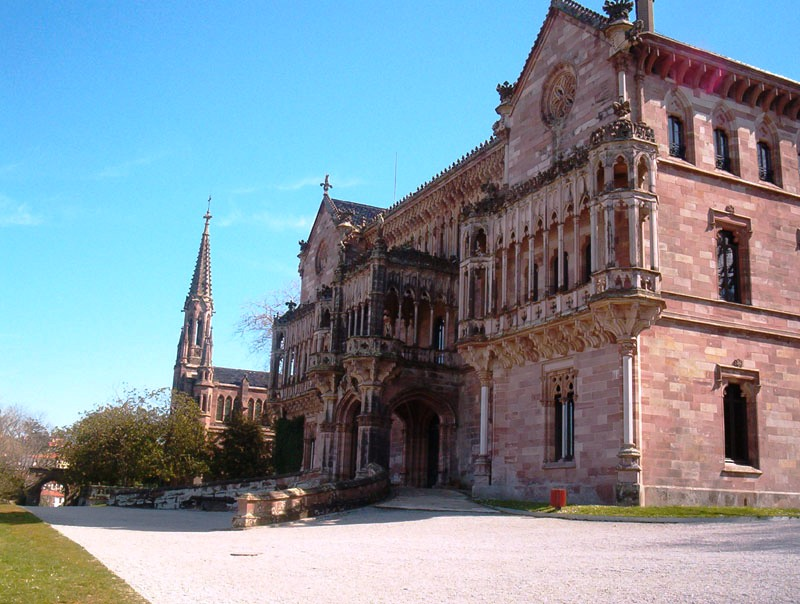
Palácio de Sobrellano, em Comillas.

Joan Martorell i Montells (Barcelona, 1833 - id., 1906) foi um arquitecto espanhol.
Diplomado em 1876, desenvolveu a sua obra dentro do estilo neogótico muito na moda naquela época, devido à influência de Viollet-le-Duc. Foi um dos impulsionadores do Cercle Artístic de Sant Lluc, e também fundador e primeiro presidente do Círculo Barcelonês de Operários. Martorell foi um dos mestres de Antoní Gaudí, e na sua qualidade de arquitecto assessor de Josep Maria Bocabella, promotor do Templo Expiatório da Sagrada Família, foi ele que recomendou Gaudí para tomar a cargo o projecto do templo em 1883.
Martorell desenvolveu a maior parte da sua obra em Barcelona: convento das Adoradoras (1874), convento das Salesas (1885), reconstrução de Montsió (1888), camarim e cúpula da Basílica da Mercê, restauração do mosteiro de Pedralbes (1897), monumento a Joan Güell da Societat de Crèdit Mercantil na rua Ample (1900), casa do marquês de Robert (1900), colégio dos Jesuítas de Sarrià, etc. Em 1882 realizou um projecto para a fachada da Catedral de Barcelona, que embora não fosse aprovado recebeu numerosos elogios.